# Syndrome de Freeman-Sheldon
Pour les articles homonymes, voir SFS.
 Mise en garde médicale
Le syndrome de Freeman-Sheldon (abrégé SFS), également appelé Arthrogrypose distale de type 2A (DA2A), Dystrophie craniocarpotarsale, Syndrome Windmill-Vane-Hand, ou Syndrome de la face du siffleur, a été décrit pour la première fois par Freeman et Sheldon en 1938. Freeman-Sheldon est une rare forme des syndromes de contracture multiple congénitale (en anglais : Multiple Congenital Contracture (MCC) (arthrogryposes)), l'arthrogrypose distale étant sa forme la plus sévère.

## Signes et symptômes
Les symptômes de ce syndrome incluent des paupières relevées, du strabisme, des oreilles basses, un philtrum long, une perte d'audition graduée, une scoliose et des difficultés à marcher. Des reflux gastro-œsophagiens ont été observés pendant l'enfance, mais en général, ils se résorbent au fur et à mesure que l'enfant grandit. La langue peut être petite, et les mouvements limités du voile du palais peuvent être à l'origine d'une élocution « par le nez ». Souvent, il y a une apparition de fossettes en forme de « H » ou de « Y » sur le menton.

## Diagnostic
Le syndrome de Freeman-Sheldon est un type d'arthrogrypose distale, lié à l'arthrogrypose distale de type 1 (DA1). En 1996, les critères de diagnostic plus précis ont permis de classer la maladie comme arthrogrypose distale de type 2A (DA2A).
Finalement, la « DA1 » est l'arthrogrypose la moins sévère. Puis, vient la DA2B étant plus sévère que la DA1 en présentant des symptômes additionnels qui répondent moins bien à la thérapie. La plus sévère étant DA2A (Syndrome de Freeman-Sheldon) qui résiste le plus à la thérapie du fait de ses multiples symptômes.
De ce fait, Freeman-Sheldon a été décrit comme un type de myopathie congénitale.
En mars 2006, Stevenson et al. ont publié un diagnostic strict pour identifier le syndrome. Ce diagnostic inclut deux ou trois symptômes de l'arthrogrypose distale : microstomie, « face du siffleur », fossettes en H sur le menton.

## Cause
SFS est causé par des anomalies génétiques. Krakowiak et al. ont décodé le gène « distal arthrogryposis multiplex congenita » (DA2B; MIM #601680), un syndrome très similaire, dans l'expression phénotypique, du SFS classique. D'autres mutations ont été correctement trouvées. L'hérédité peut être soit autosomique dominante (le plus souvent démontré), soit autosomique récessive (MIM 277720).

## Pour le patient...

### Chirurgie et amélioration de l'esthétisme
Les patients doivent au plus vite consulter des spécialistes de la chirurgie cranio-faciale et orthopédique afin d'améliorer au mieux leurs fonctions ou dans un but esthétique. Les mesures opératives doivent être poursuivies avec attention, en évitant des mesures radicales et en prenant en compte la physiologie anormale des muscles lié au SFS. Malheureusement, beaucoup d'opérations chirurgicales produisent des résultats inférieurs aux résultats optimums, secondaire à la myopathie du syndrome.
Quand la chirurgie est nécessaire, celle-ci doit se faire le plus tôt possible dans la vie du patient en tenant compte de la santé fragile de celui-ci. Les interventions pratiquées au plus tôt minimisent le risque de retard de développement mental et permettent d'éviter le risque de devoir réapprendre les fonctions primaires.
À cause de la physiologie anormale des muscles, certaines mesures thérapeutiques peuvent donner de mauvais résultats.

### Espérance de vie
L'espérance de vie du patient est normale.

## Recherches
Les recherches pour ce syndrome ne sont pas considérées comme une priorité par les grands chercheurs ou les gouvernements car il est extrêmement rare.